# Jüdische Gemeinde Morhange

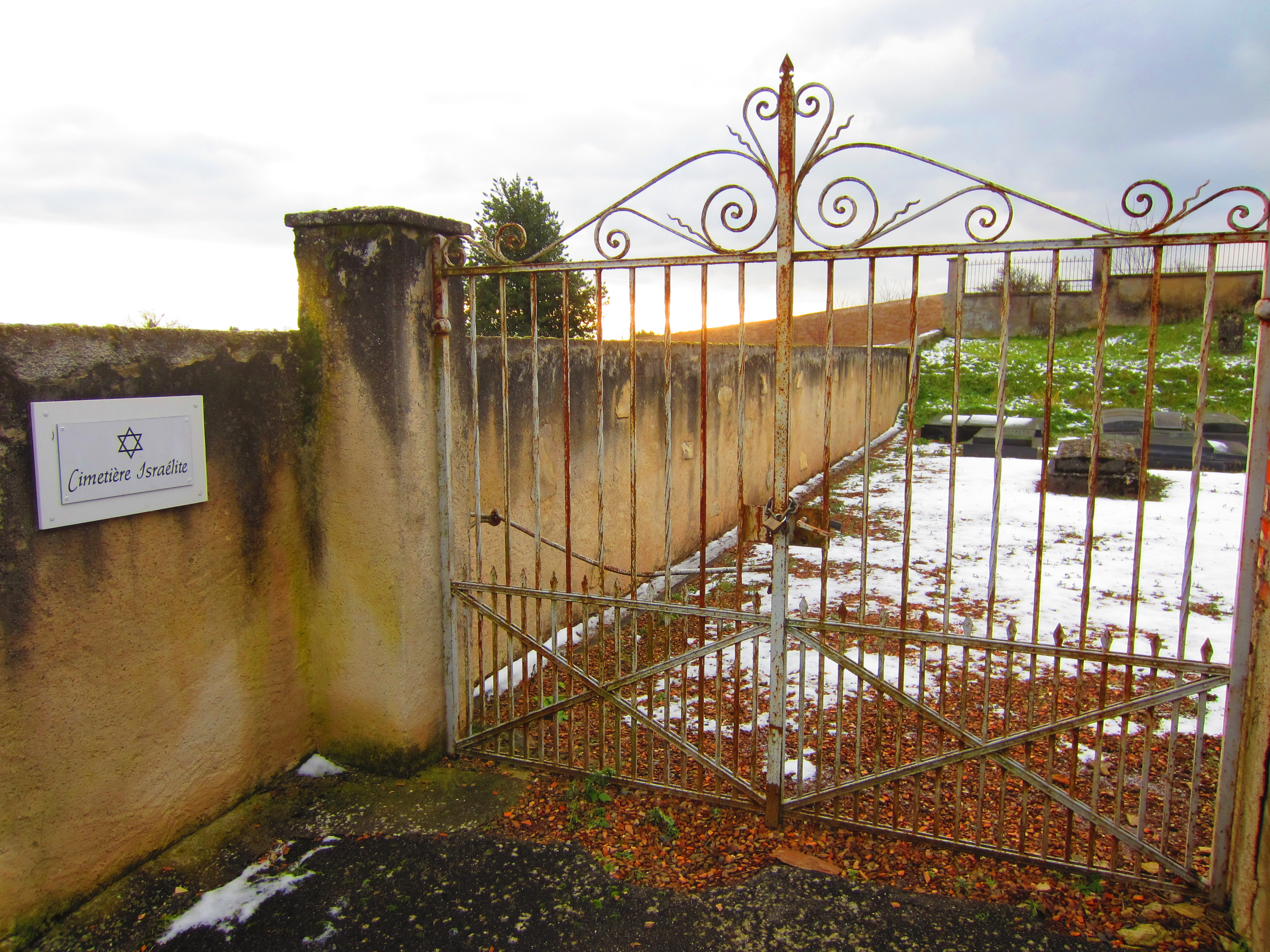
Jüdischer Friedhof in Morhange

Eine Jüdische Gemeinde in Morhange, einer französischen Stadt im Département Moselle in Lothringen, ist erstmals für 1637 bezeugt.

## Geschichte
Die jüdische Gemeinde Morhange besaß lange Zeit nur einen Betsaal, der gemietet war. 1901 wurde eine Synagoge erbaut, die während des Zweiten Weltkriegs von den deutschen Besatzern zerstört wurde.

## Friedhof
Der jüdische Friedhof von Morhange befindet sich an der Impasse du Cimetière Israélite und viele Grabsteine (Mazevot) sind bereits in das Erdreich eingesunken.